# Fumihito
Fumihito, korunní princ Akišino, (秋篠宮文仁親王 Akišino-no-mija Fumihito Šinnó; * 30. listopadu 1965, Tokio, Japonsko) je mladší bratr a předpokládaný následník japonského císaře Naruhita a mladší syn emeritního císaře Akihita a emeritní císařovny Mičiko. Od svatby v červnu 1990 mu náleží titul princ Akišino (秋篠宮, Akišino-no-mija) a stojí v čele větve císařské rodiny. V listopadu 2020 byl oficiálně vyhlášen předpokládaným dědicem trůnu, během Ceremonie pro vyhlášení korunního prince (Rikkóši-Senmei-no-gi) v Tokiu.

## Mládí a vzdělávání
Princ se narodil 30. listopadu 1965 v nemocnici Imperial Household Agency Hospital v tokijském císařském paláci v Tokiu. Jeho křestní jméno je Fumihito. Matka, emeritní císařovna Mičiko, konvertovala z římského katolicismu k šintoismu. Jeho dětským titulem byl princ Aja (礼宮 Aja-no-mija). Navštěvoval základní a střední školy Gakušújn. Na základní i střední škole hrál tenis.
V dubnu 1984 začal studovat práva a biologii na Univerzitě Gakušújn. Po absolvování univerzity s bakalářským titulem v oboru politologie, studoval od října 1988 do června 1990 taxonomii ryb na St John's College v Oxfordu.
Po smrti svého dědečka, císaře Šówy (Hirohito), dne 7. ledna 1989, se princ stal druhým v pořadí na trůn po svém starším bratrovi, korunním princi Naruhitovi.
Princ získal v říjnu 1996 doktorát v oboru ornitologie na Absolventské univerzitě pro pokročilá studia. Jeho doktorská disertační práce nesla název „Molekulární fylogeneze pralesního ptactva, rodu kurů a monofyletický původ drůbeže“. V letech 1993 a 1994 prováděl terénní výzkum v Indonésii a v provincii Jün-nan v Čínské lidové republice.
Před Fumihitovým narozením vyvolalo oznámení o zasnoubení a sňatku tehdejšího korunního prince Akihita s tehdejší paní Mičiko Šódavou opozici od tradicionalistických skupin, protože Šódaová pocházela z římskokatolické rodiny. Ačkoli Šódaová nebyla nikdy pokřtěna, byla vzdělávána v katolických školách a zdálo se, že sdílí víru svých rodičů. Také se spekulovalo, že císařovna Kódžun byla proti zasnoubení. Po smrti Fumihitovy babičky z otcovy strany císařovny Kódžun v roce 2000 agentura Reuters uvedla, že byla jedním z nejsilnějších odpůrců sňatku svého syna a že v 60. letech přiváděla svou snachu a vnoučata k depresím tím, že ji vytrvale obviňovala z toho, že se nehodí pro jejího syna.

## Manželství a potomci
Dne 29. června 1990 se Fumihito oženil s Kiko Kawašimovou, dcerou Tacuhiko Kawašima (profesor ekonomie na Univerzitě Gakušúin) a jeho manželky Kazujo.
Pár se setkal, když byli oba vysokoškoláci na Univerzitě Gakušúin. Stejně jako jeho otec, emeritní císař, se princ oženil mimo bývalou šlechtu a bývalé vedlejší větve císařské rodiny. Po sňatku obdržel titul princ Akišino (Akišino-no-mija – „princ Akišino“) a povolení od Císařské rady pro hospodářství domácnosti vytvořit novou větev císařské rodiny. Toto manželství nebylo podporováno ze strany úředníků Imperial Household Agency, kteří si přáli, aby se princ držel tradice a neoženil se dříve než jeho starší bratr.

### Děti
Korunní princ a korunní princezna Akišino mají dvě dcery a jednoho syna:
- Mako Komurová (小室 眞子, Komuro Mako, * 23. října 1991, nemocnice Imperial Household Agency Hospital, Kókjo); dříve princezna Mako (眞子内親王, Mako Naišinnó); po civilním sňatku s právníkem Keiem Komurem dne 26. října 2021 se Mako vzdala svého císařského titulu a opustila císařskou rodinu, jak to vyžaduje zákon o císařské domácnosti z roku 1947.
- Princezna Kako z Akišina (佳子内親王, Kako Naišinnó, * 29. prosince 1994, nemocnice Imperial Household Agency Hospital, Kókjo)
- Princ Hisahito z Akišina (悠仁親王, Hisahito Šinnó, * 6. září 2006, nemocnice Aiiku, Tokio)

## Funkce
Fumihito slouží jako prezident Jamašinského institutu pro ornitologii a Japonské asociace zoologických zahrad a akvárií. Je také čestným prezidentem Světového fondu na ochranu přírody v Japonsku, Japonské tenisové asociace a Japonsko-Nizozemské asociace.
Princ a princezna podnikli spoustu oficiálních návštěv do cizích zemí. V červnu 2002 se stali prvními členy císařské rodiny, kteří navštívili Mongolsko na oslavu 30. výročí diplomatických vztahů. V říjnu 2002 navštívili Nizozemsko, aby se zúčastnili pohřbu prince Clause Nizozemského. V září 2003 uskutečnili návštěvy dobré vůle Fidži, Tongy a Samoe, bylo to vůbec poprvé, co členové císařské rodiny tyto země navštívili. V březnu 2004 se princ a princezna vrátili do Nizozemska na pohřeb královny Juliány Nizozemské. V lednu 2005 navštívili Lucembursko, aby se zúčastnili pohřbu velkovévodkyně Josefíny Šarloty. Od října do listopadu 2006 byli v Paraguay, aby si připomněli 70. výročí japonské emigrace do této země. V lednu 2008 navštívili Indonésii k příležitosti 50. výročí navázání diplomatických vztahů mezi Japonskem a Indonéskou republikou.
Princ a princezna navštívili v květnu 2009 Rakousko, Bulharsko, Maďarsko a Rumunsko u příležitosti „roku japonsko-dunajského přátelství 2009“ a v srpnu 2009 Nizozemsko k příležitosti 400. výročí obchodních vztahů mezi Japonskem a Nizozemskem. Navštívili také Kostariku, Ugandu, Chorvatsko, Slovenskou republiku, Slovinsko, Peru a Argentinu.
Kromě toho Fumihito vykonával veřejné povinnosti jménem císaře, když byl hospitalizován. On a další členové císařské rodiny navštívili postižené oblasti po velkém zemětřesení ve východním Japonsku v březnu 2011. Od června do července 2014 princ Fumihito a princezna Kiko byli v Zambii a Tanzanskou sjednocenou republiku.
V souladu se schválenou legislativou umožňující abdikaci jeho otce se stal 30. dubna 2019 předpokládaným následníkem trůnu. V červnu až červenci 2019 uskutečnil korunní princ a jeho manželka první oficiální zahraniční návštěvu císařské rodiny po nástupu císaře Naruhita na trůn. Navštívili Polsko a Finsko, aby se zúčastnili oslav 100. výročí navázání diplomatických vztahů mezi Japonskem a oběma zeměmi. V srpnu 2019 pár a jejich syn Hisahito přijeli na návštěvu do Bhútánu.
K veřejnému prohlášení Fumihita korunním princem dne 19. dubna 2020 z důvodu pandemie covidu-19 nedošlo. Jeho nástup do funkce korunního prince se uskutečnil soukromě. Dne 8. listopadu 2020 byl Fumihito formálně prohlášen prvním v řadě na chryzantémový trůn. Během ceremonie řekl: „Budu plnit své povinnosti tím, že hluboce uznávám svou odpovědnost jako korunní princ“.

## Tituly a vyznamenání

### Tituly a oslovení
- 30. listopadu 1965 – 28. června 1990: Jeho císařská Výsost princ Aja
- 29. června 1990 – 30. dubna 2019: Jeho císařská Výsost princ Akišino[27]
- 1. května 2019 – dosud: Jeho císařská Výsost korunní princ Akišino[28]

### Vyznamenání

#### Národní vyznamenání
- Japonsko: Velkostuha Nejvyššího řádu chryzantémy

#### Zahraniční vyznamenání
- Belgie: Velkokříž Řádu koruny[29]
- Itálie: Rytíř velkokříže Řádu zásluh o Italskou republiku[30]
- Lucembursko: Velkokříž Řádu Adolfa Nasavského
- Nizozemsko: Velkokříž Řádu koruny
- Paraguay: Velkokříž Národního řádu za zásluhy[31]
- Peru: Velkokříž Řádu slunce Peru
- Španělsko: Rytíř velkokříže Řádu Isabely Katolické
- Švédsko: Komandér velkokříže Řádu polární hvězdy

### Čestné tituly
- Čestný titul (Univerzita Kasetsart, 1995)
- Čestný titul (Univerzita Burapha, 1995)
- Čestný titul (Univerzita Khon Kaen, 1999)
- Čestný titul (Chulalongkornova univerzita, 2001)
- Čestný titul (Univerzita Srinakharinwirot, 2001)
- Čestný titul (Univerzita Ubon Ratchathani, 2003)
- Čestný titul (Technologický institut krále Mongkuta Ladkrabanga, 2007)
- Čestný titul (Univerzita Čiang Mai, 2011)
- Čestný titul (Univerzita Kasetsart, 2011)
- Čestný titul (Univerzita Thammasat, 2012)

## Předkové
|                   |                  |  |  |                   |  |  |  |  |  |  |  | Meidži |
|                   |                  |  |  |                   |  |  |  |  |  |  |  |        |
|                   | Taišó            |  |  |                   |  |  |  |  |  |  |  |        |
|                   |                  |  |  |                   |  |  |  |  |  |  |  |        |
|                   |                  |  |  | Naruko Janagiwara |  |  |  |  |  |  |  |        |
|                   |                  |  |  |                   |  |  |  |  |  |  |  |        |
|                   | Hirohito         |  |  |                   |  |  |  |  |  |  |  |        |
|                   |                  |  |  |                   |  |  |  |  |  |  |  |        |
|                   |                  |  |  | Mičitaka Kudžó    |  |  |  |  |  |  |  |        |
|                   |                  |  |  |                   |  |  |  |  |  |  |  |        |
|                   | Teimei           |  |  |                   |  |  |  |  |  |  |  |        |
|                   |                  |  |  |                   |  |  |  |  |  |  |  |        |
|                   |                  |  |  | Ikuko Noma        |  |  |  |  |  |  |  |        |
|                   |                  |  |  |                   |  |  |  |  |  |  |  |        |
|                   | Akihito          |  |  |                   |  |  |  |  |  |  |  |        |
|                   |                  |  |  |                   |  |  |  |  |  |  |  |        |
|                   |                  |  |  | Kuni Asahiko      |  |  |  |  |  |  |  |        |
|                   |                  |  |  |                   |  |  |  |  |  |  |  |        |
|                   | Kunijoši Kuni    |  |  |                   |  |  |  |  |  |  |  |        |
|                   |                  |  |  |                   |  |  |  |  |  |  |  |        |
|                   |                  |  |  | Makiko Izumi      |  |  |  |  |  |  |  |        |
|                   |                  |  |  |                   |  |  |  |  |  |  |  |        |
|                   | Kódžun           |  |  |                   |  |  |  |  |  |  |  |        |
|                   |                  |  |  |                   |  |  |  |  |  |  |  |        |
|                   |                  |  |  | Tadajoši Šimazu   |  |  |  |  |  |  |  |        |
|                   |                  |  |  |                   |  |  |  |  |  |  |  |        |
|                   | Čikako Šimazu    |  |  |                   |  |  |  |  |  |  |  |        |
|                   |                  |  |  |                   |  |  |  |  |  |  |  |        |
|                   |                  |  |  | Q105711345        |  |  |  |  |  |  |  |        |
|                   |                  |  |  |                   |  |  |  |  |  |  |  |        |
| Fumihito Japonský |                  |  |  |                   |  |  |  |  |  |  |  |        |
|                   |                  |  |  |                   |  |  |  |  |  |  |  |        |
|                   |                  |  |  |                   |  |  |  |  |  |  |  |        |
|                   |                  |  |  |                   |  |  |  |  |  |  |  |        |
|                   | Teiichirō Shōda  |  |  |                   |  |  |  |  |  |  |  |        |
|                   |                  |  |  |                   |  |  |  |  |  |  |  |        |
|                   |                  |  |  |                   |  |  |  |  |  |  |  |        |
|                   |                  |  |  |                   |  |  |  |  |  |  |  |        |
|                   | Hidesaburō Shōda |  |  |                   |  |  |  |  |  |  |  |        |
|                   |                  |  |  |                   |  |  |  |  |  |  |  |        |
|                   |                  |  |  | Akihito           |  |  |  |  |  |  |  |        |
|                   |                  |  |  |                   |  |  |  |  |  |  |  |        |
|                   | Kinu Masadaová   |  |  |                   |  |  |  |  |  |  |  |        |
|                   |                  |  |  |                   |  |  |  |  |  |  |  |        |
|                   |                  |  |  | Mičiko            |  |  |  |  |  |  |  |        |
|                   |                  |  |  |                   |  |  |  |  |  |  |  |        |
|                   | Mičiko           |  |  |                   |  |  |  |  |  |  |  |        |
|                   |                  |  |  |                   |  |  |  |  |  |  |  |        |
|                   |                  |  |  |                   |  |  |  |  |  |  |  |        |
|                   |                  |  |  |                   |  |  |  |  |  |  |  |        |
|                   | Tsunao Soejima   |  |  |                   |  |  |  |  |  |  |  |        |
|                   |                  |  |  |                   |  |  |  |  |  |  |  |        |
|                   |                  |  |  |                   |  |  |  |  |  |  |  |        |
|                   |                  |  |  |                   |  |  |  |  |  |  |  |        |
|                   | Fumiko Shōda     |  |  |                   |  |  |  |  |  |  |  |        |
|                   |                  |  |  |                   |  |  |  |  |  |  |  |        |
|                   |                  |  |  | Akihito           |  |  |  |  |  |  |  |        |
|                   |                  |  |  |                   |  |  |  |  |  |  |  |        |
|                   |                  |  |  |                   |  |  |  |  |  |  |  |        |
|                   |                  |  |  |                   |  |  |  |  |  |  |  |        |
|                   |                  |  |  | Mičiko            |  |  |  |  |  |  |  |        |
|                   |                  |  |  |                   |  |  |  |  |  |  |  |        |